# Wuhai
Wuhai (乌海 ; pinyin : Wūhǎi) est une ville de la région autonome de Mongolie-Intérieure en Chine.

## Subdivisions administratives

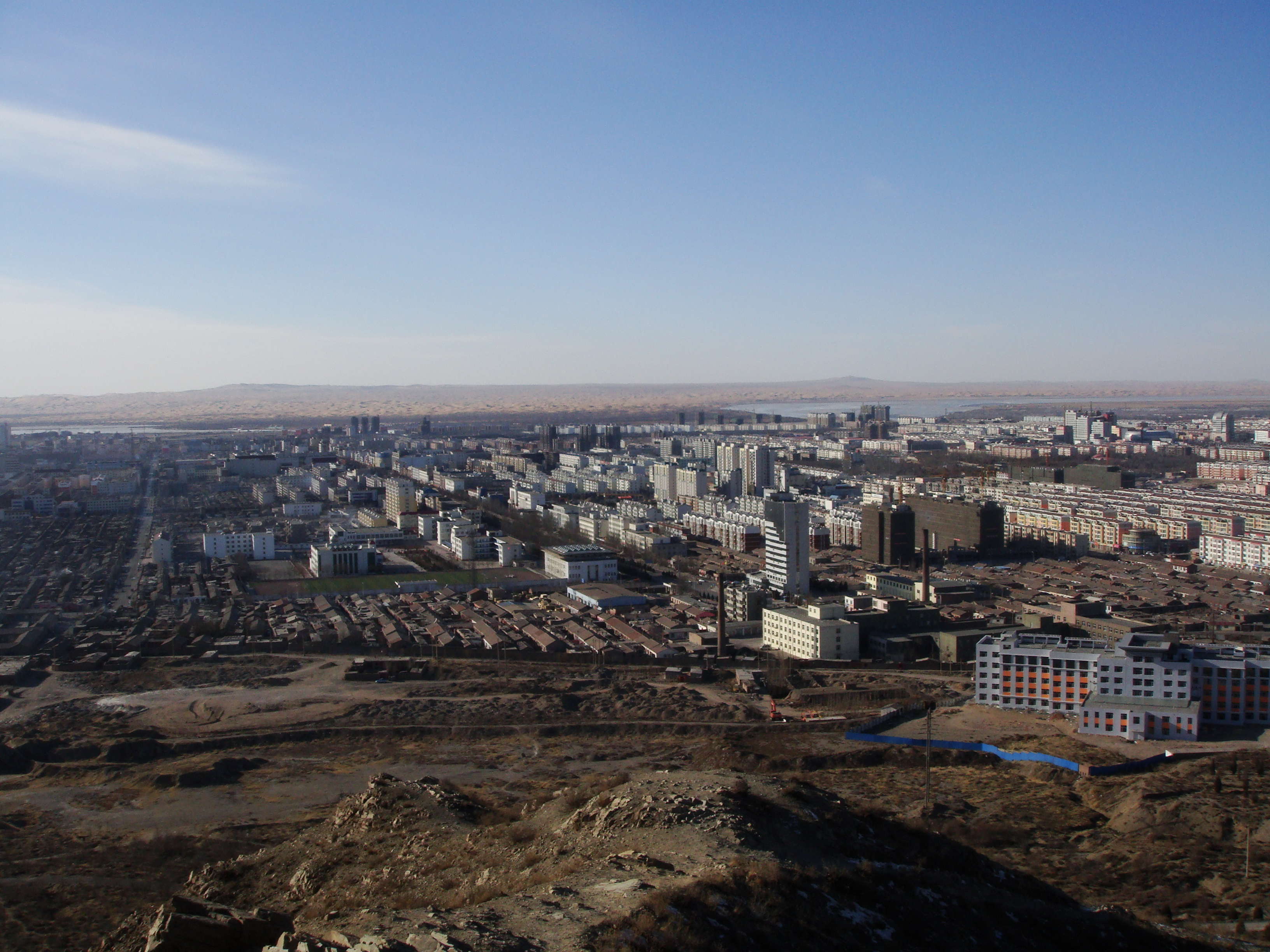
Vue panoramique de la ville de Wuhai

La ville-préfecture de Wuhai exerce sa juridiction sur trois districts :
- le district de Haibowan — 海勃湾区, hǎibówān qū ;
- le district de Hainan — 海南区, hǎinán qū ;
- le district de Wuda — 乌达区, wūdá qū.